# 1718 a tudományban
Az 1718. év a tudományban és technikában.

## Születések
- Május 16. - Maria Gaetana Agnesi olasz matematikus (1799)